# ラブレス (2017年の映画)
『ラブレス』（ロシア語: Нелюбовь、「無愛」）は、2017年のロシア・フランス・ドイツ・ベルギーのドラマ映画。監督はアンドレイ・ズビャギンツェフ監督、出演はマリヤーナ・スピヴァクとアレクセイ・ロズィンなど。離婚協議の中で12歳の一人息子を互いに押し付け合っていた夫婦が、その息子の突然の失踪という事態に直面する姿を描いている。
第70回カンヌ国際映画祭のコンペティション部門で上映され、審査員賞を獲得した。

## キャスト
※括弧内は日本語吹替。
- ジェーニャ: マリヤーナ・スピヴァク（ロシア語版）（木下紗華） - 美容室を経営。
- ボリス: アレクセイ・ロズィン（ロシア語版）（山本格） - 一流企業に勤務。ジェーニャの夫。
- アレクセイ: マトヴェイ・ノヴィコフ（おまたかな） - ジェーニャとボリスの12歳の一人息子。
- マーシャ: マリーナ・ヴァシリヴァ（清水はる香） - ボリスの恋人。妊娠中。
- アントン: アンドリス・ケイス（ロシア語版）（志賀麻登佳） - ジェーニャの恋人。
- イワン: アレクセイ・ファティーフ（ロシア語版）（長谷川敦央） - アレクセイ捜索チームのリーダー。
- 刑事: セルゲイ・ボリソフ（佐々木薫）
- ジェーニャの母: ナタリア・ポタポヴァ（伊沢磨紀）
- 日本語吹替版その他：水野ゆふ、中林俊史、渡辺広子、平修、関雄、きそひろこ、庄司まり、下田屋有依

- 日本語吹替版制作スタッフ 演出：伊達康将、翻訳：光瀬憲子、制作：東北新社

## 製作
プロデューサーのアレクサンター・ロンダヤスキーは「この映画が『ロシア人の生活、ロシア人の社会、ロシア人の苦悩』の反映を目論まれているが、ほかの国々との関係を意味している」と語った。またロンダヤスキーはこの物語の発想の出発点は家族を観察するという願望であり、監督・脚本のアンドレイ・ズビャギンツェフが2015年に米国を訪れた際に物語の形成を始めたと述べた。ズビャギンツェフはまた当初はイングマール・ベルイマンの1973年のミニシリーズ『ある結婚の風景』のリメイクを目指していたことを明かした。
ズビャギンツェフは政治にはあまり関心がないと主張しているが、一方で彼の物語には「現代の警察は人々を気にしない」という彼の考えが反映されている。彼はロシア人が有益な政治改革に期待した2012年10月に物語が始まり、失望した2015年に締めくくられることに決定したと語った。また映画は2014年のウクライナへの軍事介入にも言及されている。『ラブレス』はロシアの汚職を描いたズビャギンツェフの前作『裁かれるは善人のみ』をロシア文化省から否定されたため、同国政府からの財政支援無しで製作された。代わりにロンダヤスキーはロシアの富豪のグレブ・フェティソフやフランスのホワイ・ノット・プロダクションズ、ベルギーのLes Films du Fleuveといた国外企業から資金を集めた。
主要撮影は2016年夏に始まった。ロケは全てモスクワで行われた。

## 公開
『ラブレス』は2017年5月に第70回カンヌ国際映画祭のコンペティション部門で上映され、パルム・ドールを争った。その後は7月のニュージーランド国際映画祭、8月のサラエヴォ映画祭で上映された。
ロシアでは2017年6月1日に封切られた。北アメリカでの配給権はソニー・ピクチャーズ クラシックス、中国では北京芸術技術が獲得した。

### 批評家の反応
Rotten Tomatoesでは51件のレビューで支持率は92%、平均点は8.2/10となった。またMetacriticでは加重平均値は90/100となった。

### 受賞とノミネート
カンヌ国際映画祭の審査員賞は審査員賞を授与した。ロシアでは政治評論家からの反発を受けたが、審査員獲得や米国での高評価を受けてロシアのオスカー委員会はアカデミー外国語映画賞のロシア代表の候補作とした。9月、ロシアは正式にこの映画を第90回アカデミー賞外国語映画賞に出品した。
| 賞                                 | 授賞式         | 部門                     | 候補                                         | 結果       | 参考   |
| ---------------------------------- | -------------- | ------------------------ | -------------------------------------------- | ---------- | ------ |
| アジア太平洋映画賞                 | 2017年11月23日 | 監督賞                   | アンドレイ・ズビャギンツェフ                 | 受賞       | [ 20 ] |
| カメリメージ                       | 2017年11月18日 | 銀蛙賞                   | ミハイル・クリチマン                         | 受賞       | [ 21 ] |
| カンヌ国際映画祭                   | 2017年5月28日  | 審査員賞                 | アンドレイ・ズビャギンツェフ                 | 受賞       | [ 18 ] |
| ヨーロッパ映画賞                   | 2017年12月9日  | 作品賞                   | アンドレイ・ズビャギンツェフ                 | ノミネート | [ 22 ] |
| ヨーロッパ映画賞                   | 2017年12月9日  | 監督賞                   | アンドレイ・ズビャギンツェフ                 | ノミネート | [ 22 ] |
| ヨーロッパ映画賞                   | 2017年12月9日  | 脚本賞                   | オレグ・ネギン、アンドレイ・ズビャギンツェフ | ノミネート | [ 22 ] |
| ヨーロッパ映画賞                   | 2017年12月9日  | 撮影賞                   | ミハイル・クリチマン                         | 受賞       | [ 23 ] |
| ヨーロッパ映画賞                   | 2017年12月9日  | 作曲賞                   | エフゲニー&サーシャ・ガルペリン              | 受賞       | [ 23 ] |
| ヨーロッパ映画賞                   | 2017年12月9日  | ユニバーシティ賞         | アンドレイ・ズビャギンツェフ                 | ノミネート | [ 24 ] |
| ゴールデングローブ賞               | 2018年1月7日   | 外国語映画賞             | アンドレイ・ズビャギンツェフ                 | ノミネート | [ 25 ] |
| インディペンデント・スピリット賞   | 2018年3月3日   | 国際作品賞               | アンドレイ・ズビャギンツェフ                 | ノミネート | [ 26 ] |
| ロンドン映画祭                     | 2017年         | 作品賞                   | アンドレイ・ズビャギンツェフ                 | 受賞       | [ 27 ] |
| ロサンゼルス映画批評家協会         | 2017年12月3日  | 外国語映画賞             | アンドレイ・ズビャギンツェフ                 | 受賞       | [ 28 ] |
| ミュンヘン国際映画祭               | 2017年         | 国際作品賞               | アンドレイ・ズビャギンツェフ                 | 受賞       | [ 29 ] |
| ナショナル・ボード・オブ・レビュー | 2017年11月28日 | 外国語映画トップ5        | アンドレイ・ズビャギンツェフ                 | 受賞       | [ 30 ] |
| サテライト賞                       | 2018年2月10日  | 外国語映画賞             | アンドレイ・ズビャギンツェフ                 | ノミネート | [ 31 ] |
| ザグレブ映画祭                     | 2017           | Together Again Best Film | アンドレイ・ズビャギンツェフ                 | 受賞       | [ 32 ] |